# HD 121056
HD 121056，又名CD-34 9223，SAO 204963、HR 5224，是一颗恒星，视星等为6.19，位于銀經317.06，銀緯25.84，其B1900.0坐标为赤經13h 48m 3.4s，赤緯-34° 25.84′ 10″。